# Tarbes
Tarbes város Franciaország déli részé, Okcitánia régióban, Hautes-Pyrénées megye székhelye. Lakosainak száma 44 529 fő (2022. január 1.). Tarbes Andrest, Aureilhan, Bordères-sur-l’Échez, Bours, Ibos, Juillan, Laloubère, Odos, Séméac és Soues községekkel határos.

## Története
Bigorre északi peremén lévő nagyváros egyben a tájegység fővárosa immár a 10. század óta, de évszázadokkal korábban a rómaiak is várost építettek a közelben. A várost a vallásháborúk idején szinte teljesen elpusztították, kevés műemléke maradt meg.

## Éghajlata
| Hónap                       | Jan. | Feb. | Már. | Ápr. | Máj. | Jún. | Júl. | Aug. | Szep. | Okt. | Nov. | Dec. | Év   |
| --------------------------- | ---- | ---- | ---- | ---- | ---- | ---- | ---- | ---- | ----- | ---- | ---- | ---- | ---- |
| Átlaghőmérséklet (°C)       | 4,4  | 5,3  | 8,5  | 10,5 | 13,5 | 17,1 | 18,8 | 18,9 | 16,9  | 12,4 | 8,1  | 4,9  | 11,6 |
| Átl. csapadékmennyiség (mm) | 90   | 70   | 70   | 85   | 105  | 90   | 55   | 65   | 80    | 90   | 70   | 105  | 975  |
| Forrás: Météo France        |      |      |      |      |      |      |      |      |       |      |      |      |      |

## Demográfia
| Év   | Lakosság |
| ---- | -------- |
| 1793 | 6 213    |
| 1800 | 6 777    |
| 1806 | 7 934    |
| 1821 | 8 035    |
| 1831 | 9 706    |
| 1841 | 12 425   |
| 1846 | 13 321   |
| 1851 | 14 004   |
| 1856 | 14 743   |

| Év   | Lakosság |
| ---- | -------- |
| 1861 | 14 768   |
| 1866 | 14 658   |
| 1872 | 18 555   |
| 1876 | 21 293   |
| 1881 | 23 273   |
| 1886 | 25 146   |
| 1891 | 25 087   |
| 1896 | 24 197   |

| Év   | Lakosság |
| ---- | -------- |
| 1901 | 26 055   |
| 1906 | 25 869   |
| 1911 | 28 615   |
| 1921 | 26 535   |
| 1926 | 29 856   |
| 1931 | 32 374   |
| 1936 | 34 749   |
| 1946 | 44 854   |

| Év   | Lakosság |
| ---- | -------- |
| 1954 | 40 242   |
| 1962 | 46 600   |
| 1968 | 55 375   |
| 1975 | 54 897   |
| 1982 | 51 422   |
| 1990 | 47 566   |
| 1999 | 46 275   |
| 2007 | 46 959   |
| 2010 | 43 034   |

## Látnivalók

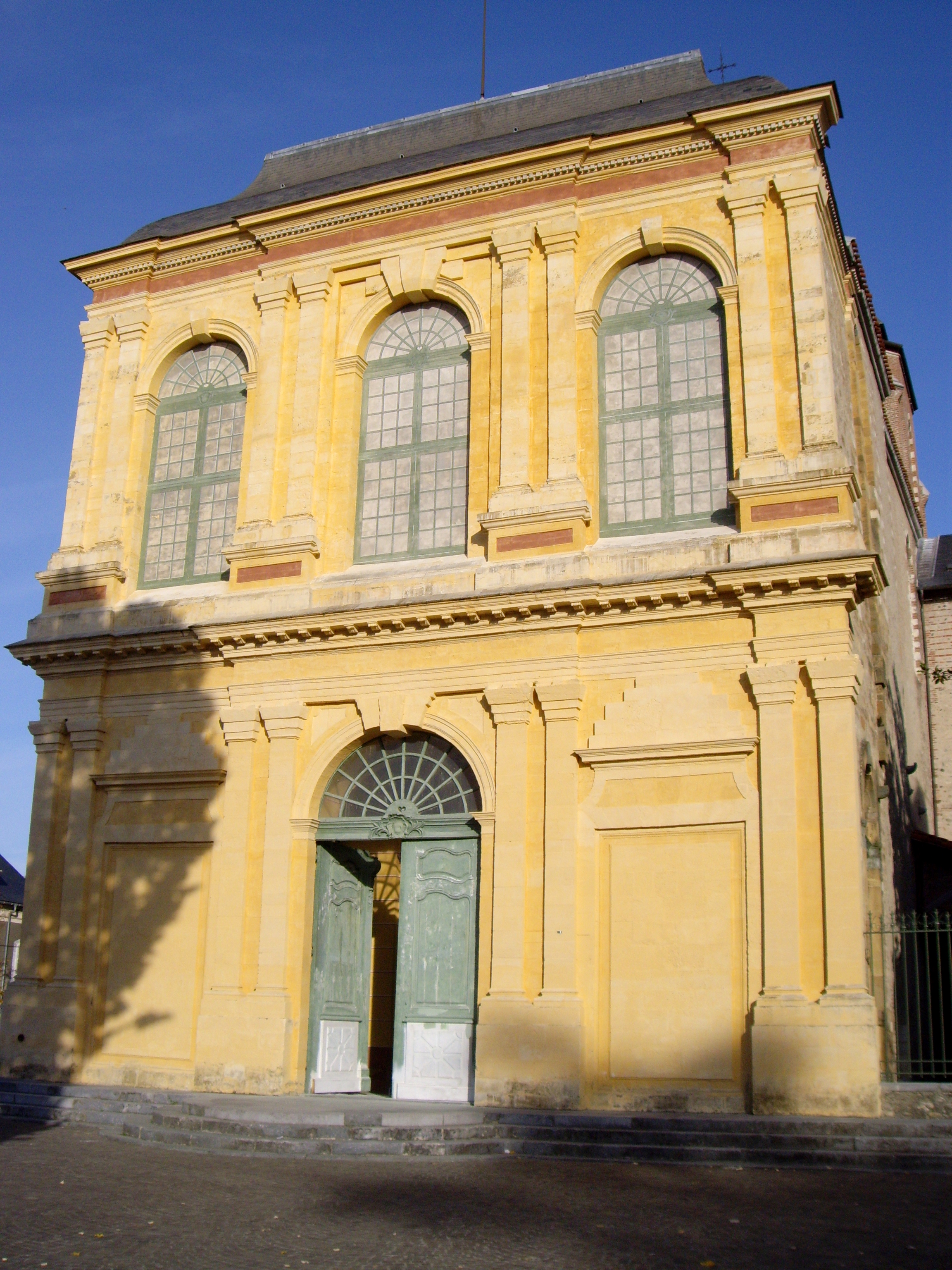
Cathédrale Notre-Dame-de-la-Séde

- Cathédrale Notre-Dame-de-la-Séde – a 12. században kezdték építeni, egy része még román, más része korai gótikus.
- Musée Massey – egy 14 hektáros park közepén áll Placide Massey egykori palotácskája, ahol magyar huszáregyenruhákat is kiállítottak. A múzeum a Musée International des Hussards emlékmúzeuma is, a könnyűlovasság e különleges alakulata pedig magyar találmány, s ezt a franciák messzemenően elismerik. A huszáralakulatokat Franciaországban II. Rákóczi Ferenc tisztje, Bercsényi László Ignác gróf szervezte meg, s a francia hadsereg egyik ezrede ma is a Bercsényi huszárok nevét viseli, igaz ugyan, hogy a lovakról időközben átültek a páncélozott harci járművekre.
- Haras – egy parkban álló egykori lovassági laktanya és istálló Napóleon korában épült, s itt tenyésztették ki a francia huszárok kedvelt lovát, az angol és arab paripák keverékéből származó Tarbais fajtát.
- Ferdinand Foch szülőháza – a franciák első világháborús hős hadvezérének szülőháza ma emlékmúzeum, életének nagyon sok dokumentumával.

## Testvérvárosok
- Spanyolország - Huesca
- Németország - Altenkirchen
- Magyarország - Hajdúböszörmény[2]